# ماسایوکی اوتا
ماسایوکی اوتا (انگلیسی: Masayuki Ota؛ زادهٔ ۱۷ ژوئن ۱۹۷۳) بازیکن فوتبال اهل ژاپن است.